# Soins des équidés
Les soins des équidés désignent la bonne manière de s'occuper des chevaux, poneys, mulets, ânes, et autres équidés. Ces soins sont à pratiquer au quotidien comme le pansage, ou en fonction des conditions climatiques comme la tonte ou la douche. Les pieds des équidés doivent aussi faire l'objet d'un soin tout particulier. Ces derniers sont en effet graissés, parés et ferrés, si le travail quotidien de l'animal le nécessite. Lors de concours ou de compétitions, il peut aussi être amené à recevoir un toilettage particulier qui peut être complété par des nattes, voire, dans certains cas de rubans. Enfin l'entretien des boxes et des pâtures participe au bien-être des équidés et à leur santé.

## Soins généraux

### Le pansage
Le pansage est un soin indispensable qui assure le nettoyage et le massage des équidés et participe à son entretien physique et moral. Mais c'est aussi un moment qui permet de renforcer la complicité entre l'homme et l'animal. Le pansage doit être effectué quotidiennement, et en particulier avant et après le travail.
Le matériel de pansage est composé d'un cure-pied pour nettoyer les sabots, d'une étrille réservée aux parties charnues, d'un bouchon utilisable sur l'ensemble du corps, d'une brosse douce pour les parties sensibles, et d'une éponge humide pour nettoyer les orifices.

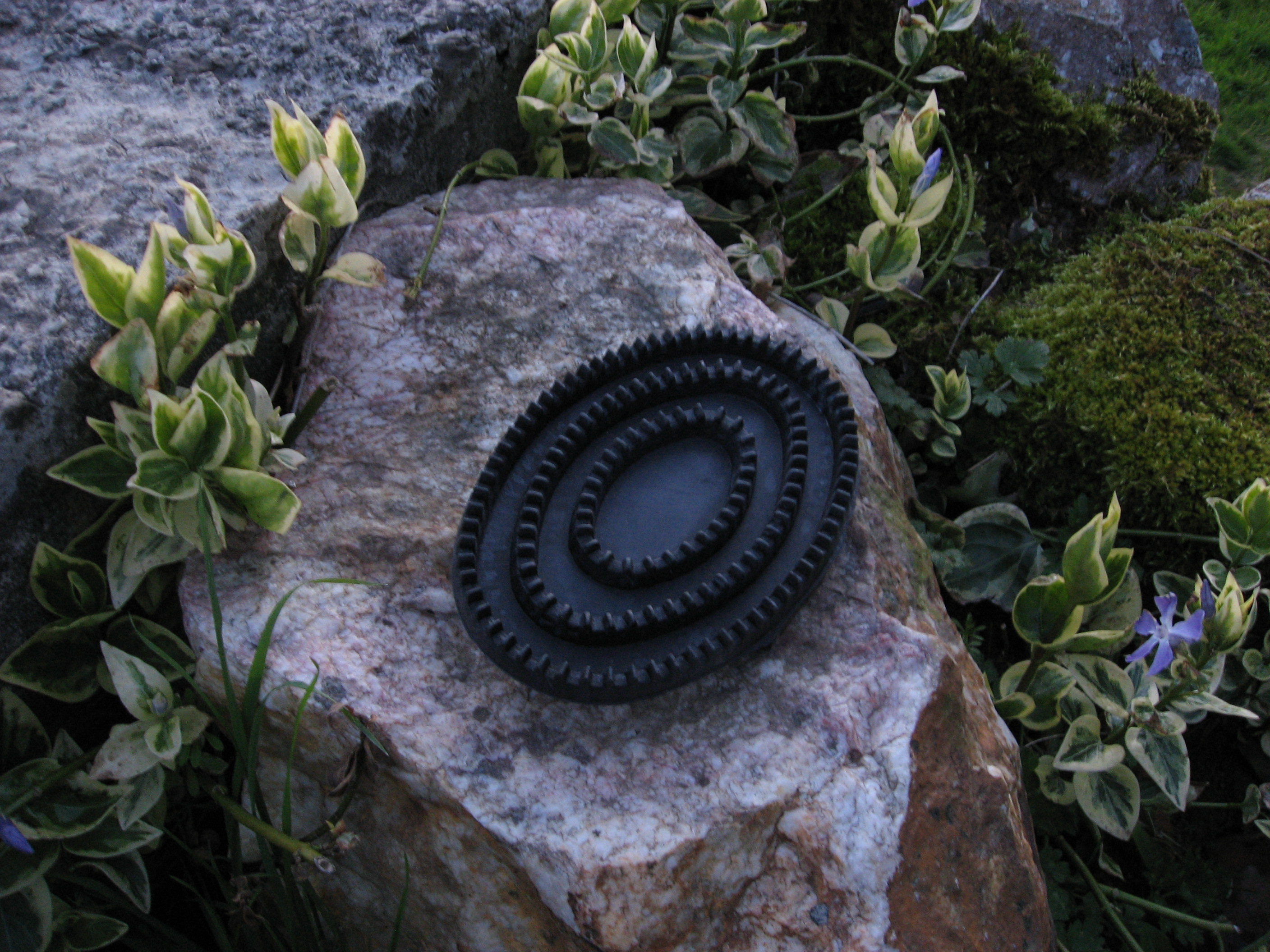
Étrille en caoutchouc
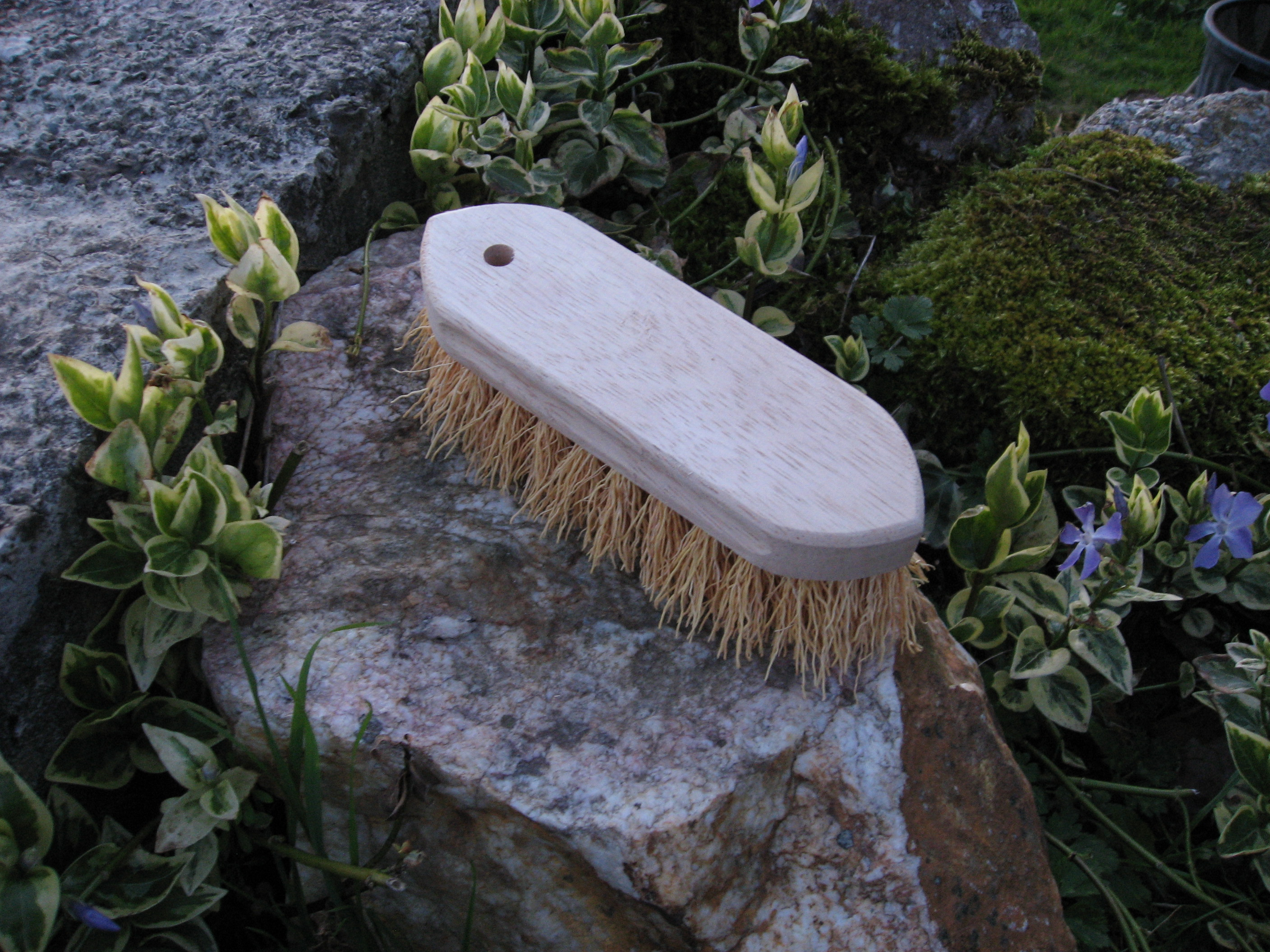
Bouchon
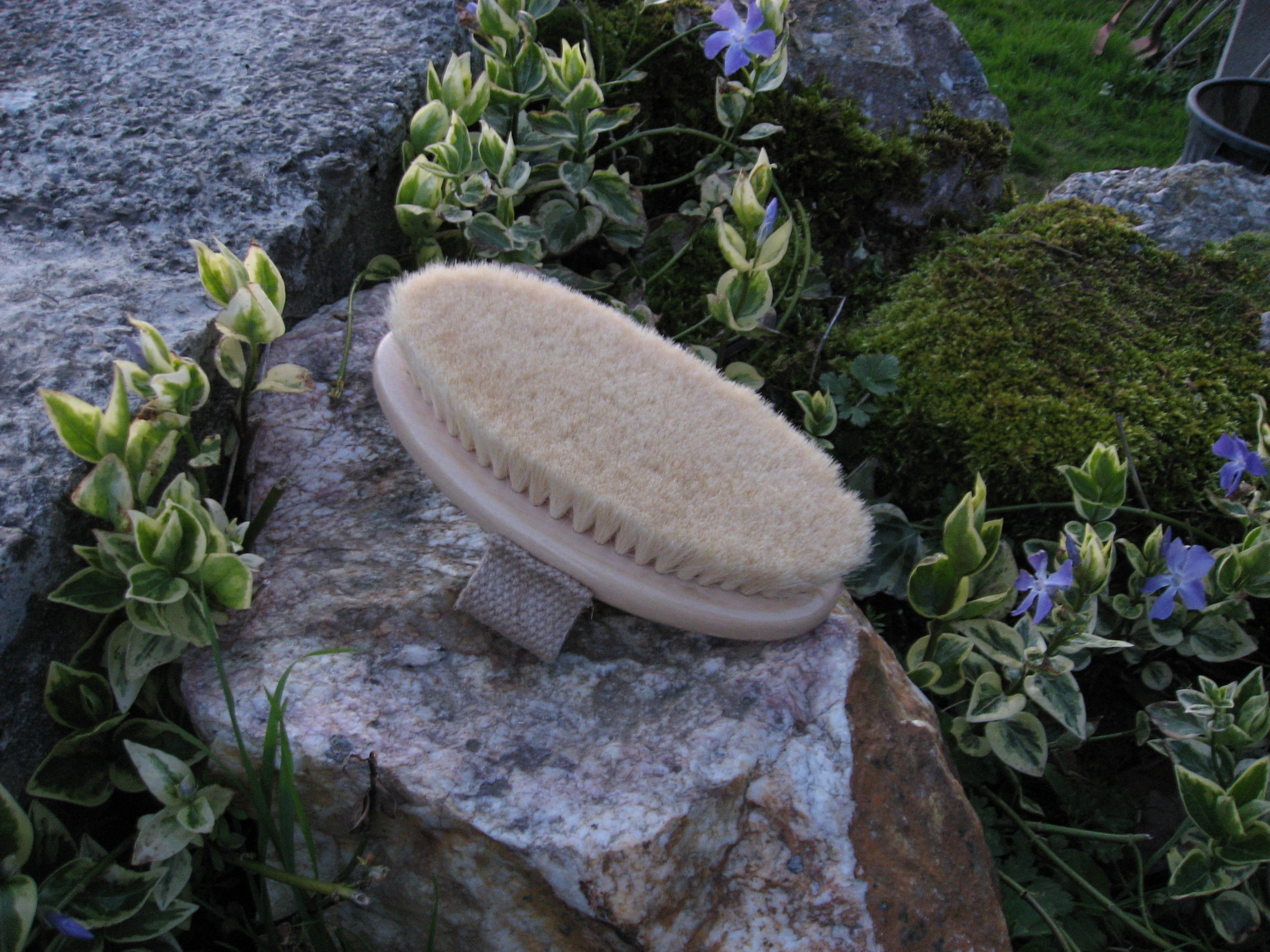
Brosse douce
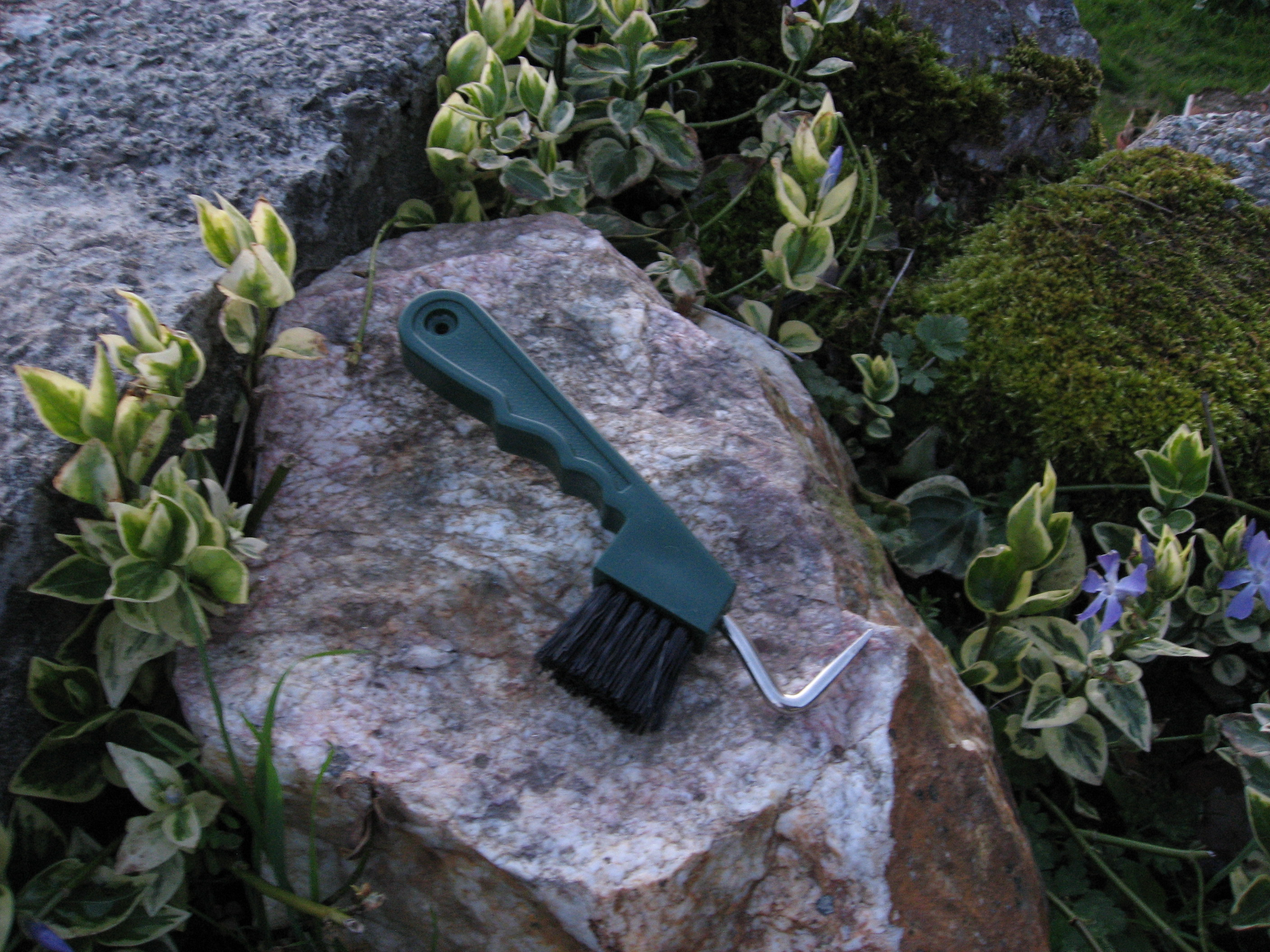
Cure-pied

### La douche

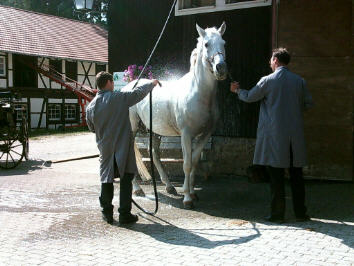
Cheval à la douche

La douche est utilisée dans deux buts bien distincts : soit pour nettoyer, soit pour rafraichir. Elle ne peut être effectuée que lorsque les températures extérieures le permettent ou lorsque les installations sont équipées d'une douche chaude ou de lampes chauffantes. La priorité étant d'être capable de sécher l'animal avant de le rentrer au boxe. 
La douche la plus fréquente est la douche des membres qui permet de se débarrasser du sable et de la boue. Une douche intégrale sera utilisée ponctuellement et généralement associée à un shampoing. La douche utilisée pour rafraichir est, elle, très courte et doit uniquement se contenter d'humidifier l'animal. Une fois terminée, il faut passer un couteau de chaleur sur toutes les parties charnues ainsi que le ventre, et essuyer les membres avec une serviette.

### La tonte
En hiver, pour des chevaux pratiquant beaucoup d'efforts ou produisant une forte transpiration, il est recommandé de tondre l'animal afin de diminuer la transpiration, et de le couvrir à l'aide d'une couverture. Si le cheval n'est pas tondu, il produira un épais poil d'hiver. Comme il est difficile de le sécher, il risque alors de prendre froid. La tonte favorise aussi le pansage et l'hygiène.
L'équipement de base pour tondre un cheval est composé d'une tondeuse, d'une craie qui permettra de délimiter la zone à tondre et d'une combinaison pour protéger ses vêtements et soi-même de tous les poils qui vont voler.
Il existe différents styles de tonte. La tonte complète n'est nécessaire que si le travail demandé est intense. La tonte de chasse laisse les poils sur les jambes ainsi qu'à l'emplacement de la selle. La tonte en manteau ou de course laisse les poils au niveau des reins et du dos. Cette tonte est préconisée lorsque le cheval est amené à séjourner sous la pluie; La tonte de trait s'arrête à hauteur où se situe les brancards.

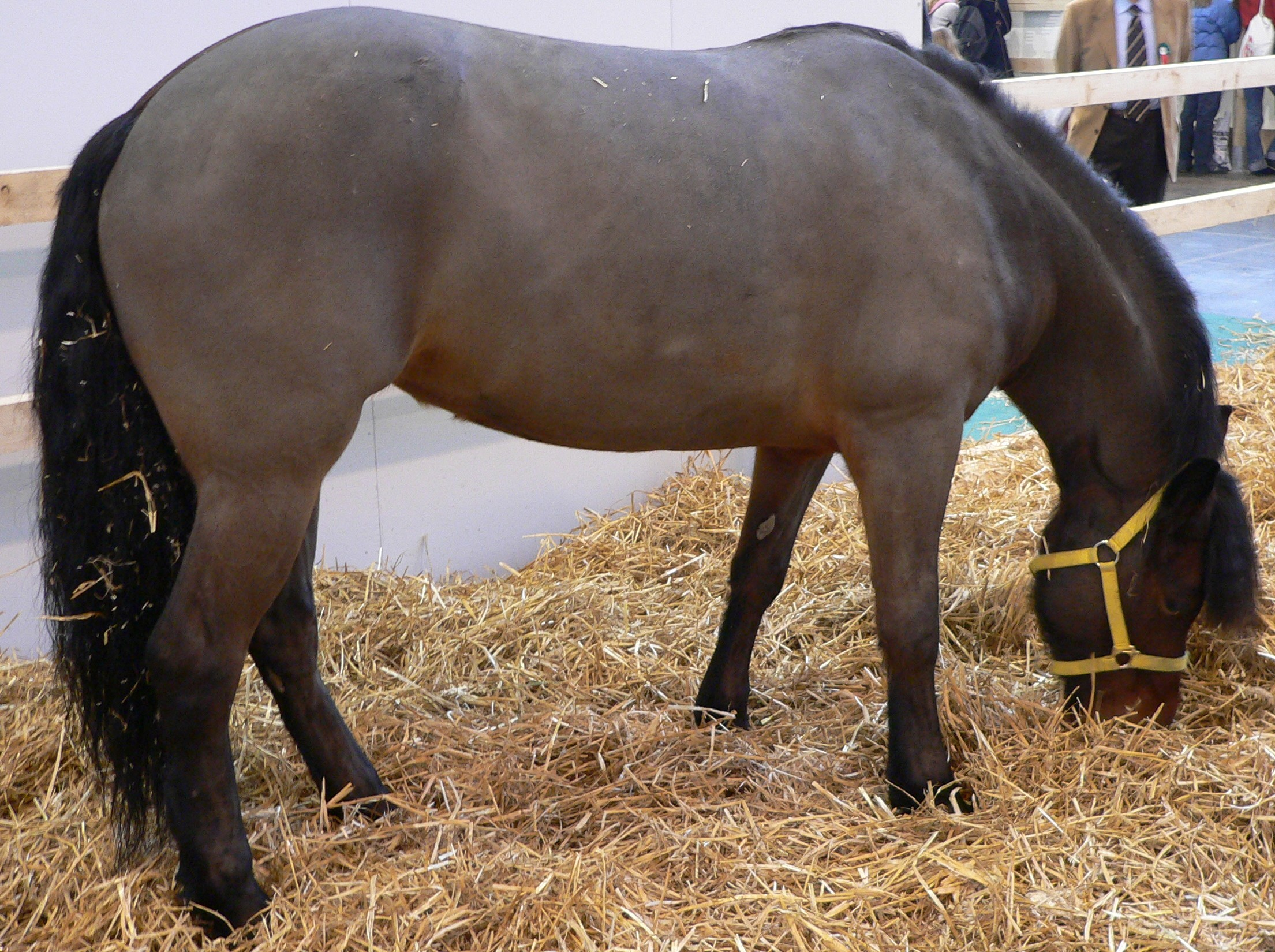
Tonte complète
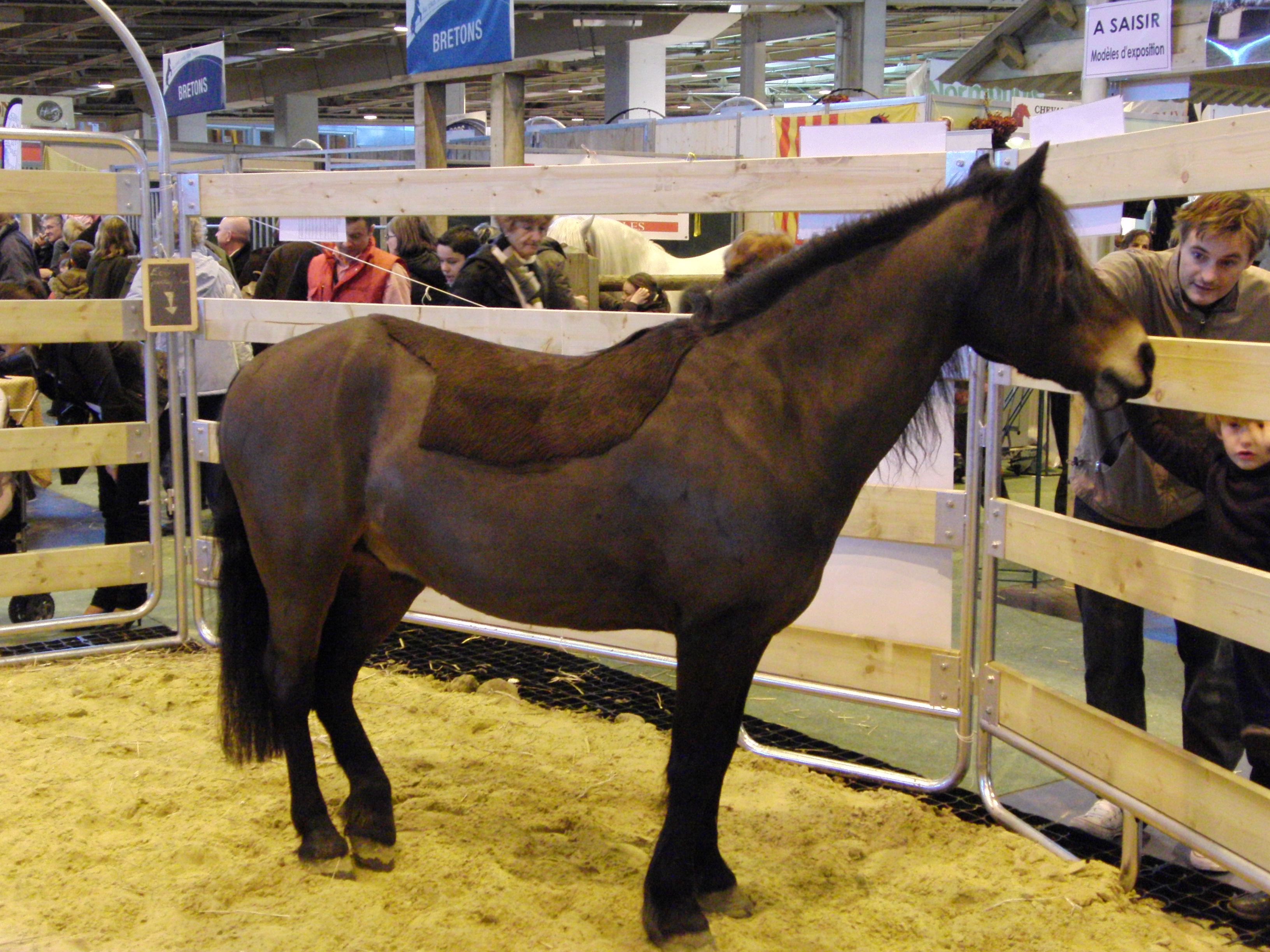
Tonte de chasse
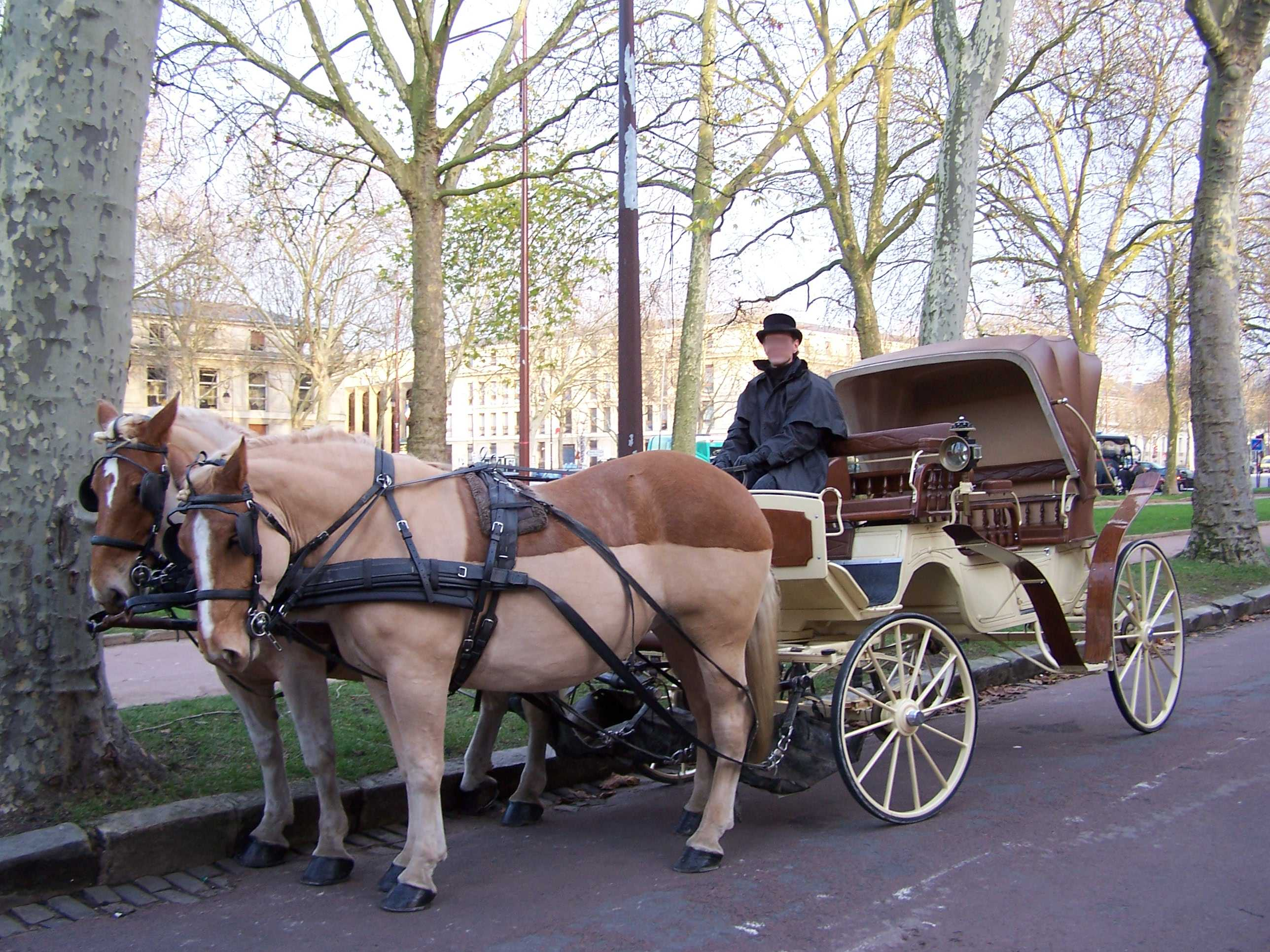
Tonte en manteau
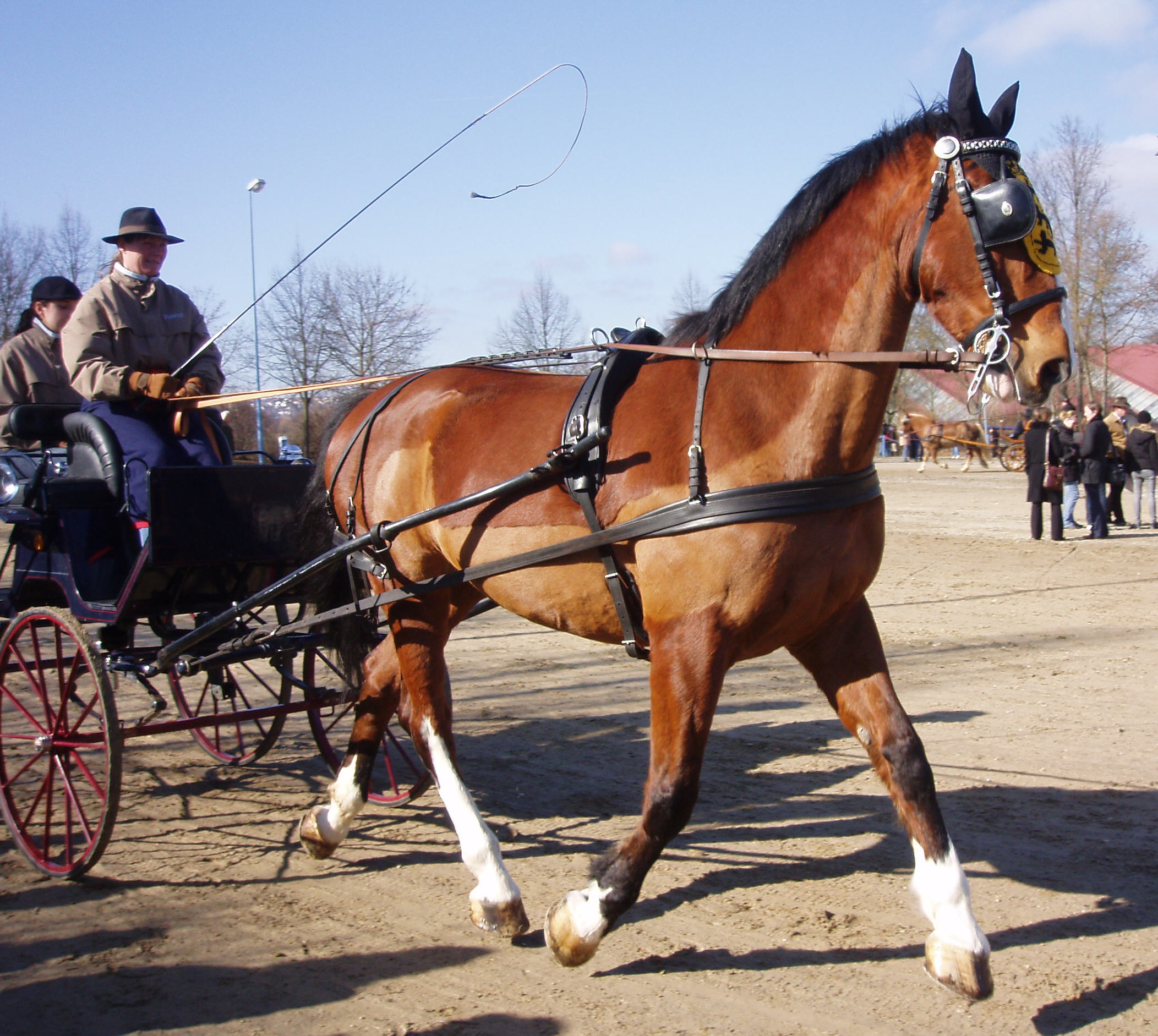
Tonte de trait

## Soins des pieds

### Le graissage

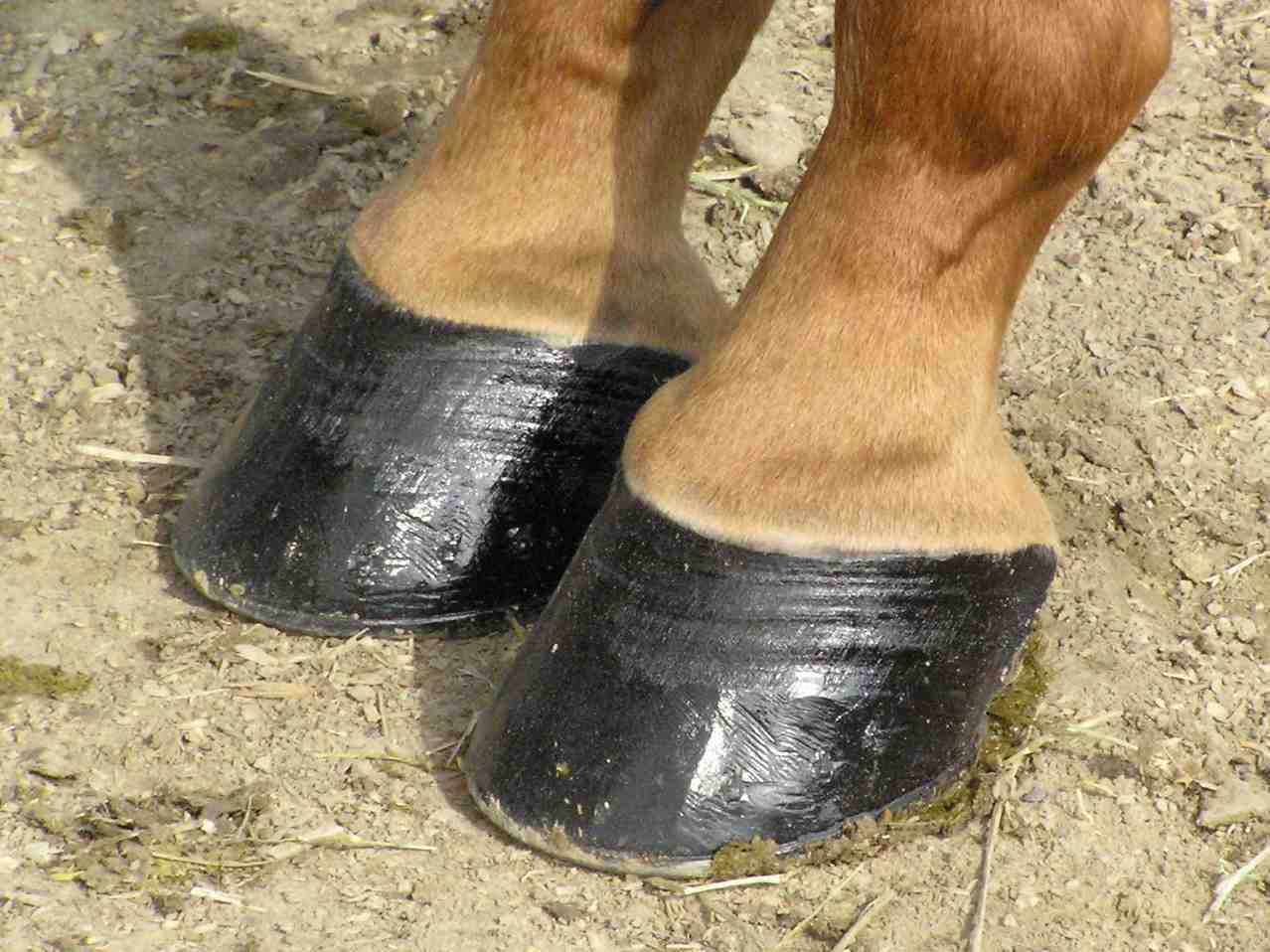
Pieds graissés

La graisse à pieds est utilisée pour entretenir et protéger la corne du sabot. Il existe deux types de graisses que l'on applique en fonction de l'état de la corne : la graisse classique sert à humidifier le sabot lorsque la corne a tendance à s'écailler; le goudron traite les pieds humides en les assèchant.

## Soins pour la compétition

### Le toilettage
Le toilettage permet de rendre le cheval plus agréable à l'œil et d'améliorer son esthétique et sa présentation, notamment lors de compétitions. Les chevaux en pâture ne doivent pas être toilettés et doivent conserver leurs crins en l'état naturel pour pouvoir se protéger des insectes et de la pluie.
Il s'agit dans un premier temps de couper les poils disgracieux situés au niveau des oreilles, des joues et des paturons. Les poils qui dépassent des oreilles sont coupés avec des ciseaux à bouts ronds, après avoir fermé le lobe de l'oreille avec la main. Les poils internes sont soigneusement conservés pour empêcher la pénétration d'insectes et notamment des mouches. Les poils longs de l'auge et de joues peuvent aussi être coupés en veillant à ne pas toucher aux poils tactiles situés sur le bout du nez et sur la lèvre inférieure. Les fanons de chevaux résidant en box sont coupés courts. Les longs poils à l'arrière des canons sont coupés avec des ciseaux; les châtaignes peuvent être nivelées avec un couteau à bout rond. Les fanons des chevaux en pâtures sont conservés longs car ils jouent le rôle de gouttière et évitent les blessures aux plis des pâturons causées par l'humidité.
Couper le passage de têtière est aussi une action courante. Elle permet de dégager, grâce à une paire de ciseaux, l'endroit où passent le filet et le licol, sur une longueur d'environ 5 cm, en coupant les crins à ras. Ainsi la têtière a un contact franc avec l'encolure. 
La crinière fait aussi l'objet d'une égalisation qui s'effectue au peigne ou aux ciseaux à désépaissir. Les crins du dessous sont arrachés progressivement pour conserver une crinière plaquée, en commençant au niveau de la nuque. La crinière est ensuite égalisée en arrachant les crins qui dépassent de façon qu'elle forme une courbe parallèle au sommet de l'encolure, et se termine en rejoignant progressivement le garrot. La crinière peut aussi être rasée en brosse, ce qui convient particulièrement aux chevaux ayant une forte encolure. Enfin, le toupet est effilé.
La queue, enfin, est désépaissie de chaque côté du couard, et coupée en son extrémité afin que les crins paraissent bien droits. Les crins morts et les mèches du dessous qui pendent à partir du couard sont arrachés à la main, mèche par mèche, ainsi que le poils latéraux du haut de la queue. Le couard des juments est laissé plus fourni que celui des mâles. L'extrémité de la queue est régulièrement taillée au ciseau, au plus court à un plat de main sous la pointe du jarret. Le haut de la queue peut être laissée avec ses crins quand on désire la tresser.

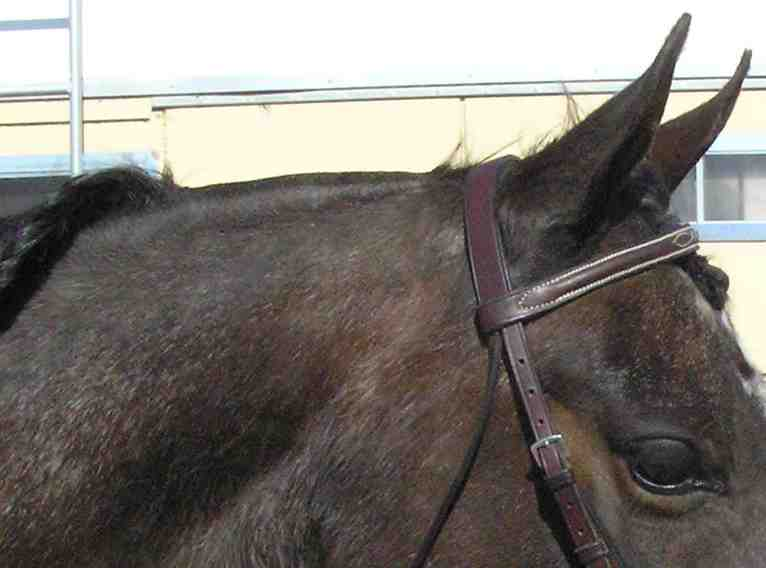
Passage de têtière fait
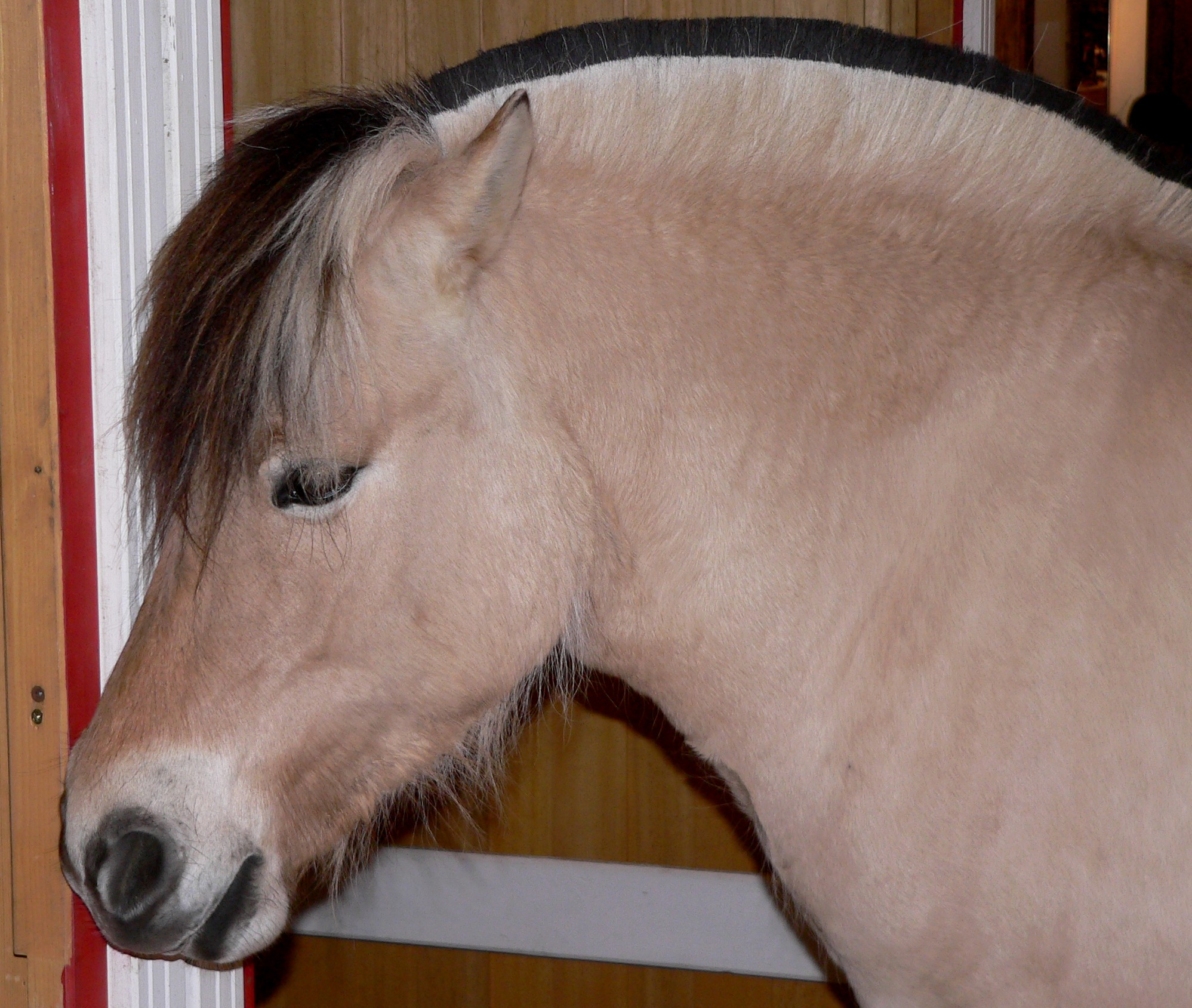
Crinière en brosse

### Le nattage
Le nattage de la crinière et de la queue est pratiqué lors de compétitions officielles en particulier lors des concours de dressage et d'élevage.
L'équipement habituel pour natter un équidé est composé d'un peigne et d'élastiques. Mais il existe une autre méthode qui remplace les élastiques par du fil et une aiguille.Le toupet est aussi tressé. Les élastiques peuvent être recouverts avec du ruban adhésif blanc pour ajouter à l'esthétique. Traditionnellement, il est tressé un nombre impair de mèches.
De nombreux nattages de la crinière et de la queue sont possibles. Pour la crinière, le mode le plus classique est la tresse à pions qui consiste en une succession de petites nattes repliées sur elles-mêmes pour former des pions. La tresse portugaise est utilisée sur les chevaux ibériques qui ont ainsi leur encolure ronde et musclée mise en valeur. Elle apparait comme une longue tresse qui longe la totalité de l'encolure en son sommet. Le damier nécessite une crinière très longue, car il s'étend sur la totalité de l'encolure. La crinière des pur-sang arabes est rasée sur un très long passage de têtière pour affiner l'extrémité de l'encolure. Traditionnellement, les chevaux de trait sont nattés avec une tresse de fils de laine décorée de fleurs en papier crépon. La crinière des poneys fjord est coupée en brosse. Celle des chevaux de chasse et de polo est parfois complètement rasée.
La queue peut aussi être nattée de façon différente. Le modèle le plus classique est la tresse africaine qui se présente sous la forme d'une longue tresse le long du couard. Le nœud portugais était destiné aux lusitaniens en équitation de travail. Il permet aujourd'hui d'éviter de salir la queue par temps de pluie. La tresse de polo consiste en une tresse simple de la queue en dessous du couard, remontée en chignon, puis solidement fixée en trois endroits. Ce type de tresse évite tout accrochage du maillet dans les crins, et est obligatoire en polo. En cross, la queue nattée peut être remontée pour éviter qu'elle ne se salisse et qu'elle ne s'accroche dans des branches.
Le nattage doit être défait  aussitôt après la compétition ou la présentation pour éviter aux crins de s'abimer.

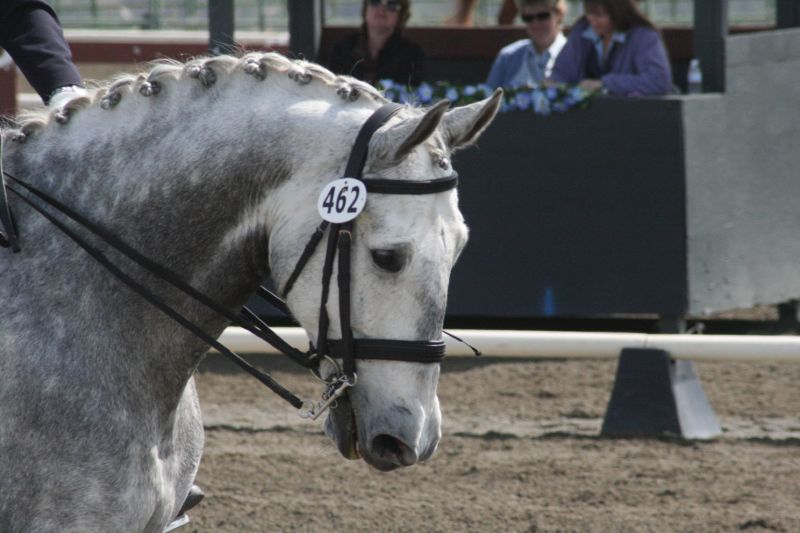
Pions
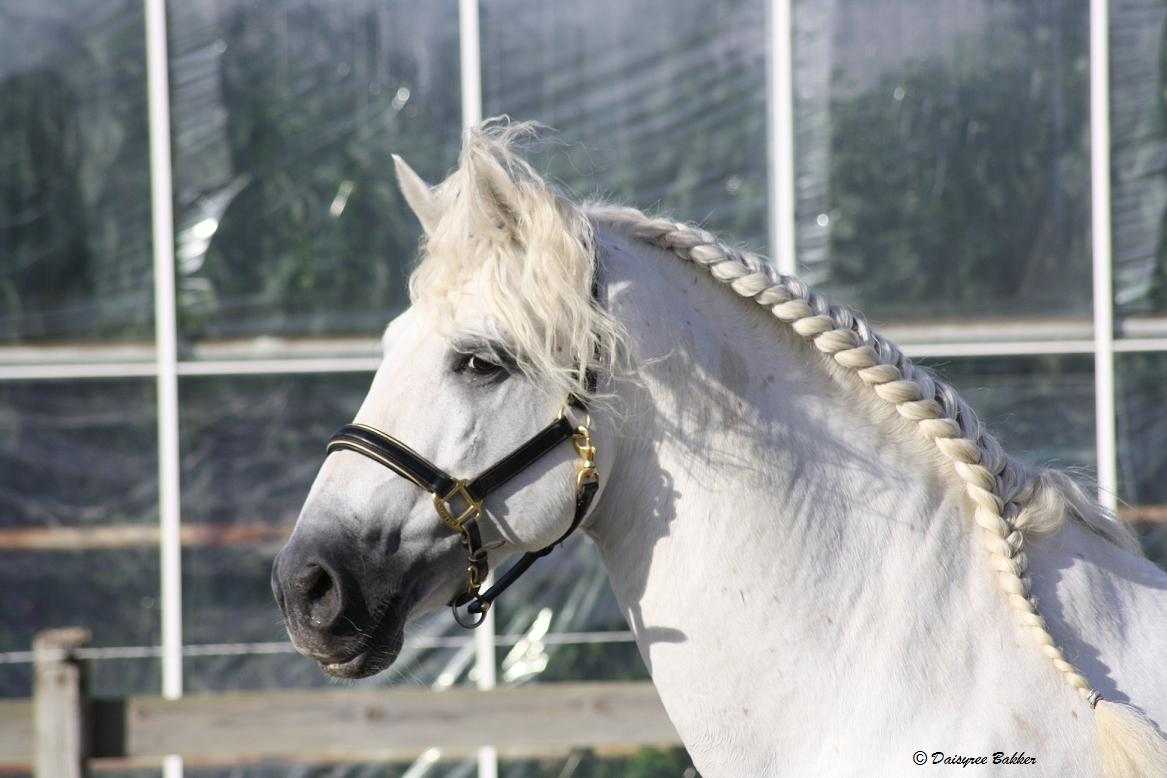
Tresse portugaise
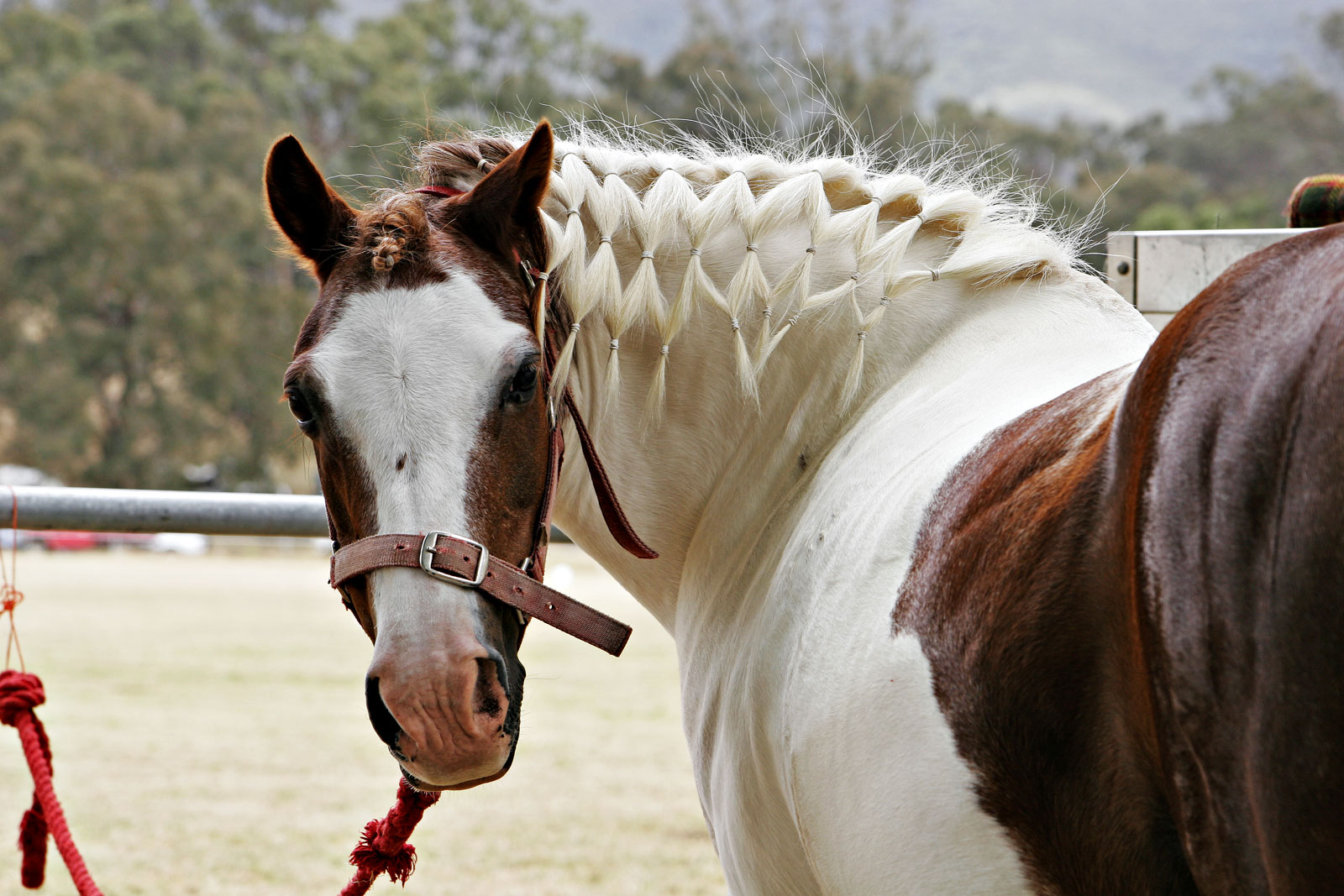
Damier
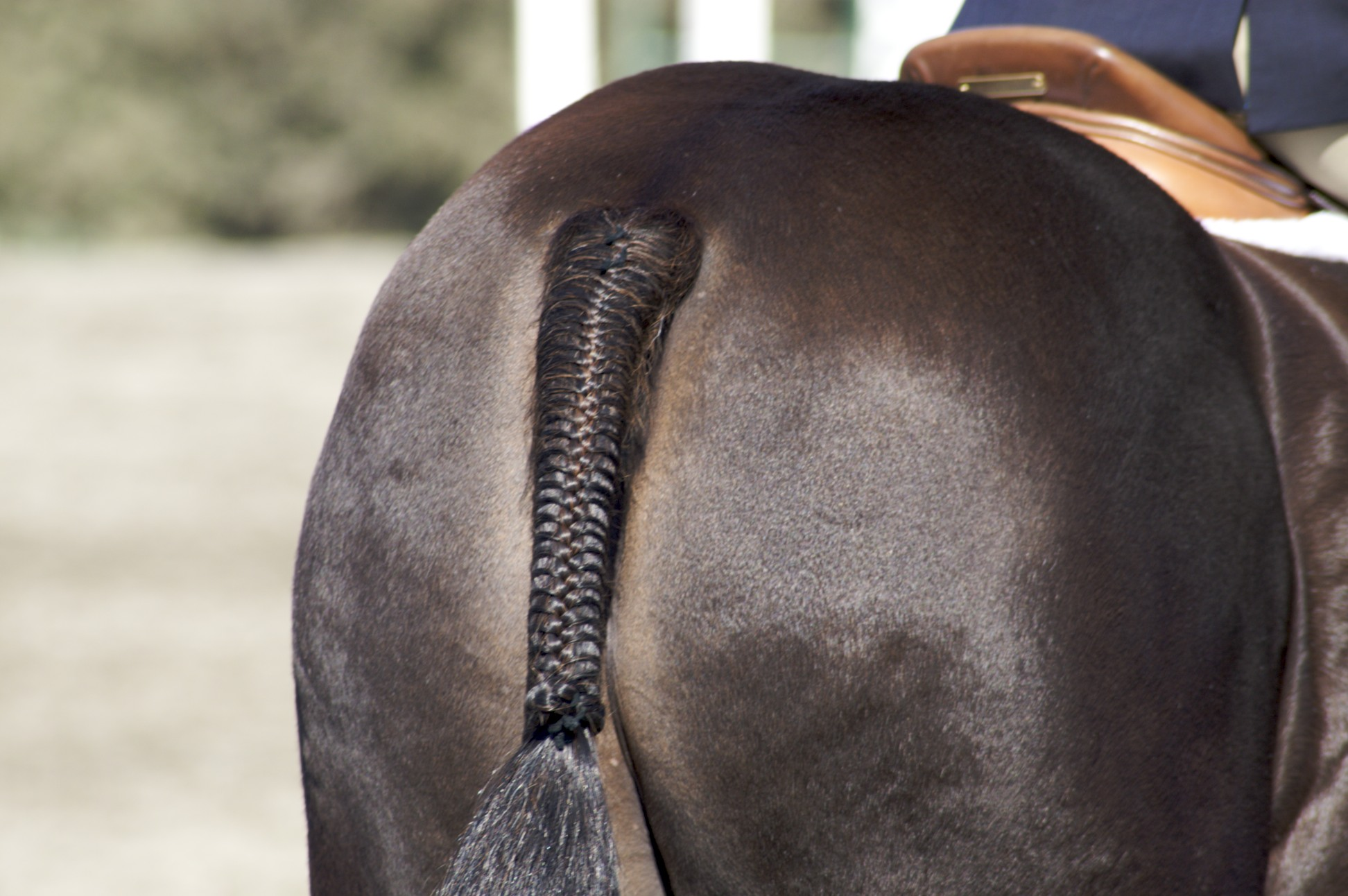
Tresse africaine
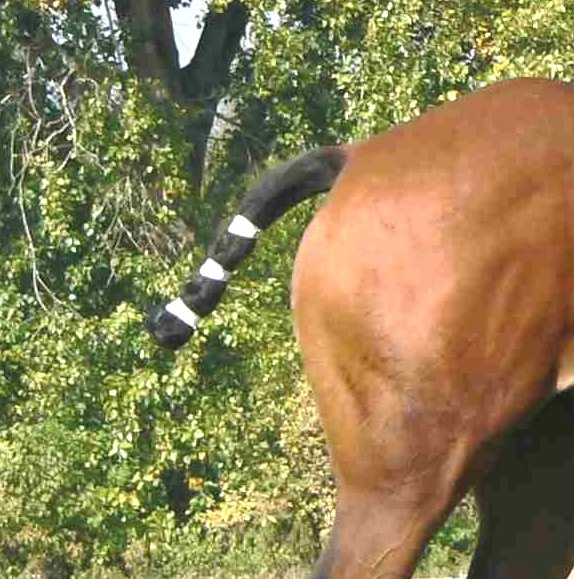
Tresse de polo

### Les compléments de toilettage
Pour améliorer la présentation du cheval, il est possible de laver les balzanes et la liste, de noircir les sabots avec de l'onguent noir, de faire des damiers sur la croupe ou bien encore de faire ressortir les yeux, les naseaux et la bouche avec un gel spécial. 

## Entretien des écuries

### Entretien du boxe
L'entretien du boxe est lié à celui de la litière. Cette dernière a un rôle absorbant et permet aux équidés de se coucher et de se protéger du froid. Généralement constituée de paille, elle peut être remplacée par des copeaux ou de la sciure dans le cas d'allergies ou de problèmes respiratoires.
Pour l'hygiène et la santé des équidés, la litière doit être renouvelée quotidiennement et nettoyée des crottins et parties humides que l'on extrait avec une fourche. Un grand nettoyage a lieu une fois par semaine où la totalité du boxe est vidée.

### Entretien des pâtures

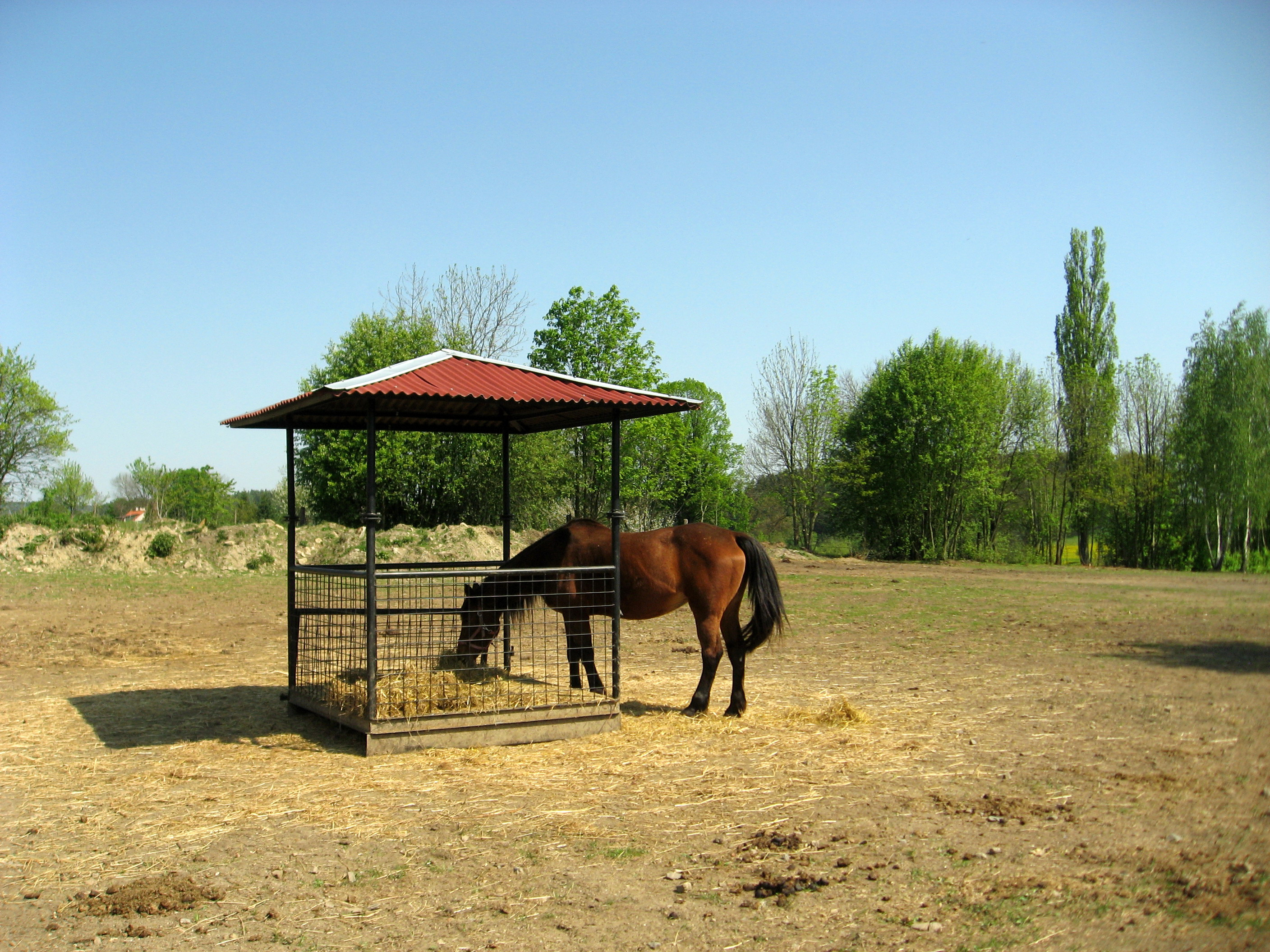
Cheval mangeant dans un râtelier à foin

Les pâtures sont à adapter et surveiller du fait de leur occupation par des équidés. Celles-ci doivent être équipées d'un abri naturel ou artificiel, d'abreuvoirs, d'auges et de râteliers à foin. Des points de grattage sont aussi appréciables. Les pâtures sont délimitées par des piquets et du ruban électrifié. L'utilisation des barbelés est à éviter pour les équidés.
La gestion des pâtures fait aussi l'objet d'une attention toute particulière. Si les animaux ne disposent pas de surfaces très importantes, il est obligatoire d'effectuer des rotations. La rotation des parcelles laisse au temps à l'herbe de repousser, et donc d'éviter l'appauvrissement des terrains. La densité optimale est estimée à deux chevaux par hectare de pâture. Un surpâturage, un fauchage trop ras, un excès d'eau, un sol ayant une mauvaise structure ou étant trop tassé empêchent l'aération et favorisent le développement de parasites et de mauvaises herbes.